# Marie Eberhard
Marie Antonette Eberhard (* 13. März 1897 in Ravensburg; † 13. August 1975 in Weingarten) war eine deutsche Malerin.
Marie Eberhard  war die Tochter des Bildhauers Franz Xaver Eberhard. Sie studierte ab 1916 an der Damenakademie des Münchner Künstlerinnenvereins, ab 1918 an der Akademie der Bildenden Künste München bei Hugo von Habermann. Sie malte 1955 den Rektor der Universität der Universität Tübingen Walter Erbe, und dieses Porträt hängt heute in der Tübinger Professorengalerie. Der Maria-Eberhard-Weg in Weingarten ist nach ihr benannt.